# 공급측면 경제학
공급측면 경제학(供給側面 經濟學, 영어: supply-side economics)은 1970년대 말부터 1980년대까지 유행했던 경제학 사조로, 조세감면을 통해 경제의 총공급을 확충할 것을 주장했다. 공급중시론자들의 핵심적인 정책 처방은 조세 감면이었다. 이들은 조세를 감면하면, 다음과 같은 효과를 볼 수 있을 것이라고 주장했다. 첫째, 소득세를 감면해주면 실질 임금이 상승하므로 근로자들의 근로의욕이 늘어나고 저축도 증가할 것이다. 둘째, 법인세의 감면은 기업의 투자를 늘릴 것이다. 셋째, 이러한 효과들로 인해 조세의 감면에도 불구하고 오히려 조세 수입은 더 늘어날 것이다.(이른바 래퍼 곡선) 이러한 정책처방은 1980년대 초반 미국의 로널드 레이건 행정부에서 감세 정책으로 실행에 옮겨졌지만, 재정 적자와 국제수지 적자, 즉 이른바 쌍둥이 적자의 심화와 분배의 악화라는 결과를 가져온 것으로 평가된다.